# Симон Влъхва
Сѝмон Влъхва (гр. Σίμων ό μάγος) или още Сѝмон Магът, Сѝмон Магьосника, или Сѝмон от Хитон, Сѝмон Хитонски е съвременник на апостолите, основател на съществуващата още от ІІІ век гностическа секта на симонианците или еленгините, по името на неговата спътница Елена. По общото мнение на древните християнски писатели (Юстин, Ириней, Иполит, Тертулиан и пр.) Симон Влъхва е родоначалник на гностицизма и всички църковни ереси.

## Християнската традиция
Основните данни за неговия живот имат исторически характер. Първото свидетелство за него се намира в книгата „Деяния на апостолите“ (VIII, 9 – 24), където се разказва, че архидякон Филип успешно проповядвал евангелието в Самария и кръщавал там, също кръстил и един влъхва (влъхва е славянска дума означаваща магьосник или вълшебник) на име Симон, който се смятал за нещо като велик, сътворявал всякакви чудеса и имал много последователи, които виждали в него явление на великата божествена сила. Когато от Йерусалим дошли апостолите Петър и Йоан, Симон Влъхва им предложил пари, за да му разкрият тайната на низвестяването на Светия Дух при ръковъзлагане (акт исторически предшестващ ръкополагането днес, но в общи линии свеждащ се до полагане на ръце върху някого, при което му се предава силата на Светия Дух). Така, че думата симония, или плащането за позиции и влияние в църквата, е наречена на него. В стих 6.19 на „Апостолски постановления“ (книга съставена от Климент Римски и предполагаемо дело на 12-те апостоли) е обвинен в антиномианизъм.
Според данни от ранното православие гностическата секта на симонистите е вярвала, че Симон Магьосника е бил бог в човешка форма. Повечето данни за живота на Симон Влъхва се съдържат в ранните християнски писания, макар че малки фрагменти на негово текстове, писани от него или от някой от неговите късни последователи, използващ неговото име, са запазени и това са Апофасис Мегале, други творби са били загубени. На Симон Влъхва се е приписвала способността да левитира и лети по своя воля. Има обвинения, че той е бил демон в човешка форма, като историята на Симон Магьосника е културно равносилна на образа на Мерлин от средните векове.
Апокрифния текст „Деяния на Петър“ разказва за легендарната смърт на Симон Магьосника. Симон показва магия във форума и с идеята да докаже себе си като бог, полита във въздуха. Апостол Петър се помолва на Бога да го спре да лети и той спира, и пада на място, наречено via Sacra или Свещения път, счупвайки краката си на „три части“. Тогава невраждебната тълпа го замеря с камъни. Тогава силно ранен, той е бил отнесен от няколко души на легло през нощта от Рим в Ариция, откъдето е занесен в Терацина при човек наречен Кастор, който бил изгонен от Рим, поради обвинения в магьосничество. В „Деянията на Петър“ пише, че Симон Влъхва умира след като е бил дълбоко срязан от двама лекари.
Друг документ, „Деяния на Петър и Павел“, дава малко по-различен вариант на историята, разказана по-горе, тук свързана с император Нерон. В тази версия Симон левитира, когато присъстват Павел и Петър, от висока дървена кула и след като пада, умира, бидейки разчленен на четири части. Тогава Петър и Павел били вкарани в затвора по поръчение на император Нерон, който заповядал тялото на Симон да бъде пазено 3 дни, понеже се надявал да се въздигне отново (т.е. да възкръсне).
За църквата „Санта Франческа Романа“ се твърди, че е била построена на въпросното място. Там се пази камък, плоча от мрамор с вдлъбнатини, където се казва, че са се отпечатали коленете на молещите се Петър и Павел.

## Конфликтни версии
Различните източници твърдят толкова различни неща за Симон Магьосника, че донякъде възниква въпросът дали става дума за един и същи човек. Различни версии представляват описанието в Деяния на апостолите, което е разказано по-горе, но също и писанията на Юстин и Иреней. Писанията на св. Иполит са по-детайлни, съдържат описание на симонианизма, включително система от божествени еманации и интерпретации на Стария Завет, вероятно описващи една по-късна и добре развита форма на симонианизма, плюс обширни цитати от Апофазис Мегале.